# Сова-голконіг мінданайська
Сова́-голконі́г мінданайська (Ninox spilocephala) — вид совоподібних птахів родини совових (Strigidae). Ендемік Філіппін. Раніше вважався підвидом філіпінської сови-голконога, однак був визнаний окремим видом.

## Опис
Довжина птаха становить 15—18 см. Голова і верхня частина тіла темно-коричневі, на крилах білі плямки. Груди рудувато-коричневі, живіт білий, сильно поцяткований рудувато-коричневими вертикальними смужками. Очі жовтуваті. Виду не притаманний статевий диморфізм. Загалом мінданайські сови-голконоги є схожими на брунатних сов-голконогів, однак є значно меншими, і груди у них не білі.
Голос — трискладове угукання «boo-woo! boo!», схоже на воркування голубів.

## Поширення і екологія
Мінданайські сови-голконоги мешкають на островах Басілан, Мінданао, Сіаргао і Дінагат на півдні Філіппінського архіпелагу. Вони живуть у вологих рівнинних тропічних лісах, на висоті до 1000 м над рівнем моря. Живляться комахами, іншими безхребетними й невеликими хребетними. Гніздяться в дуплах дерев.

## Збереження
МСОП класифікує стан збереження цього виду як близький до загрозливого. Мінданайським совам-голконогам загрожує знищення природного середовища.